# 国道223号

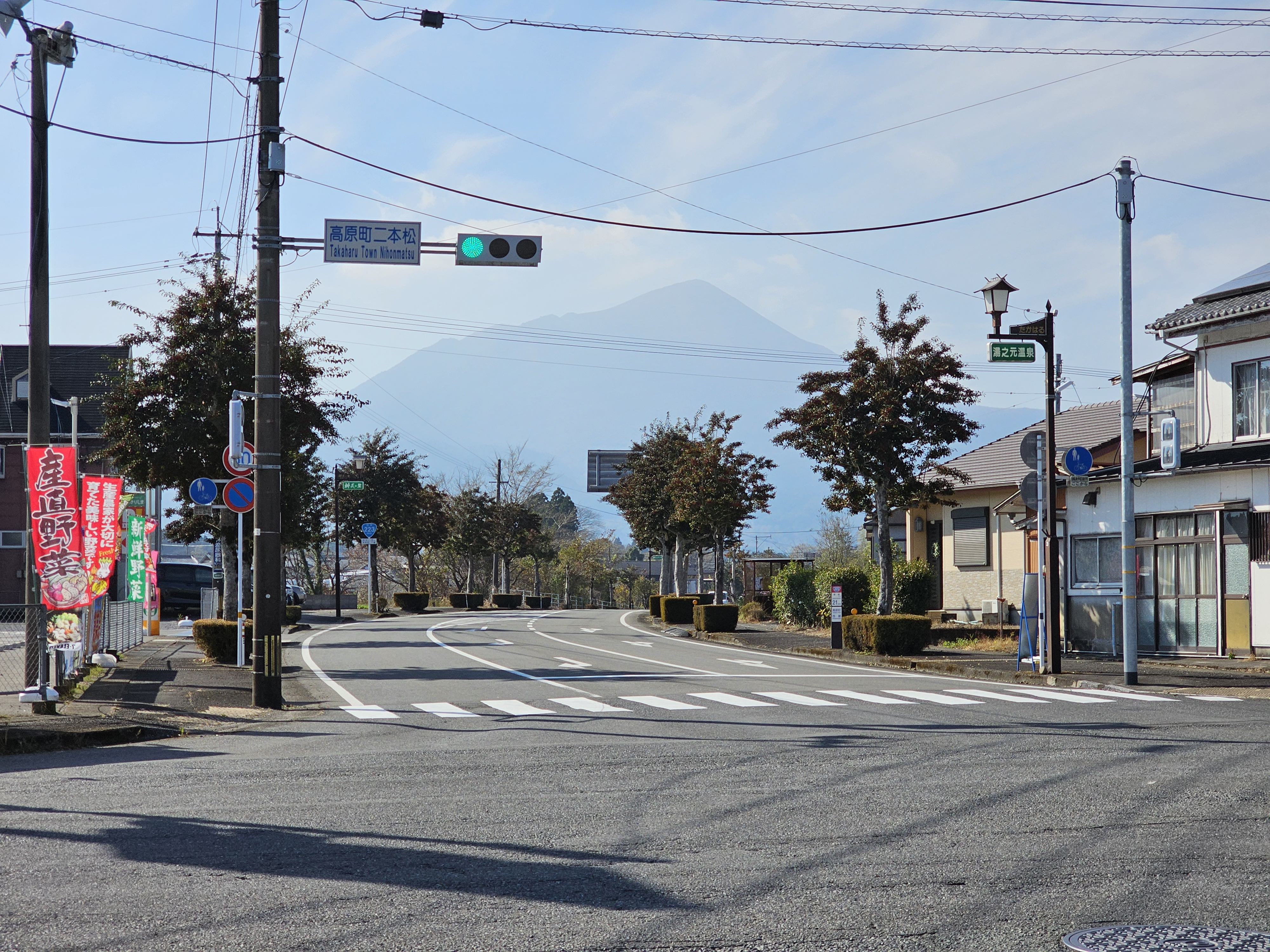
単独区間起点・宮崎県高原町

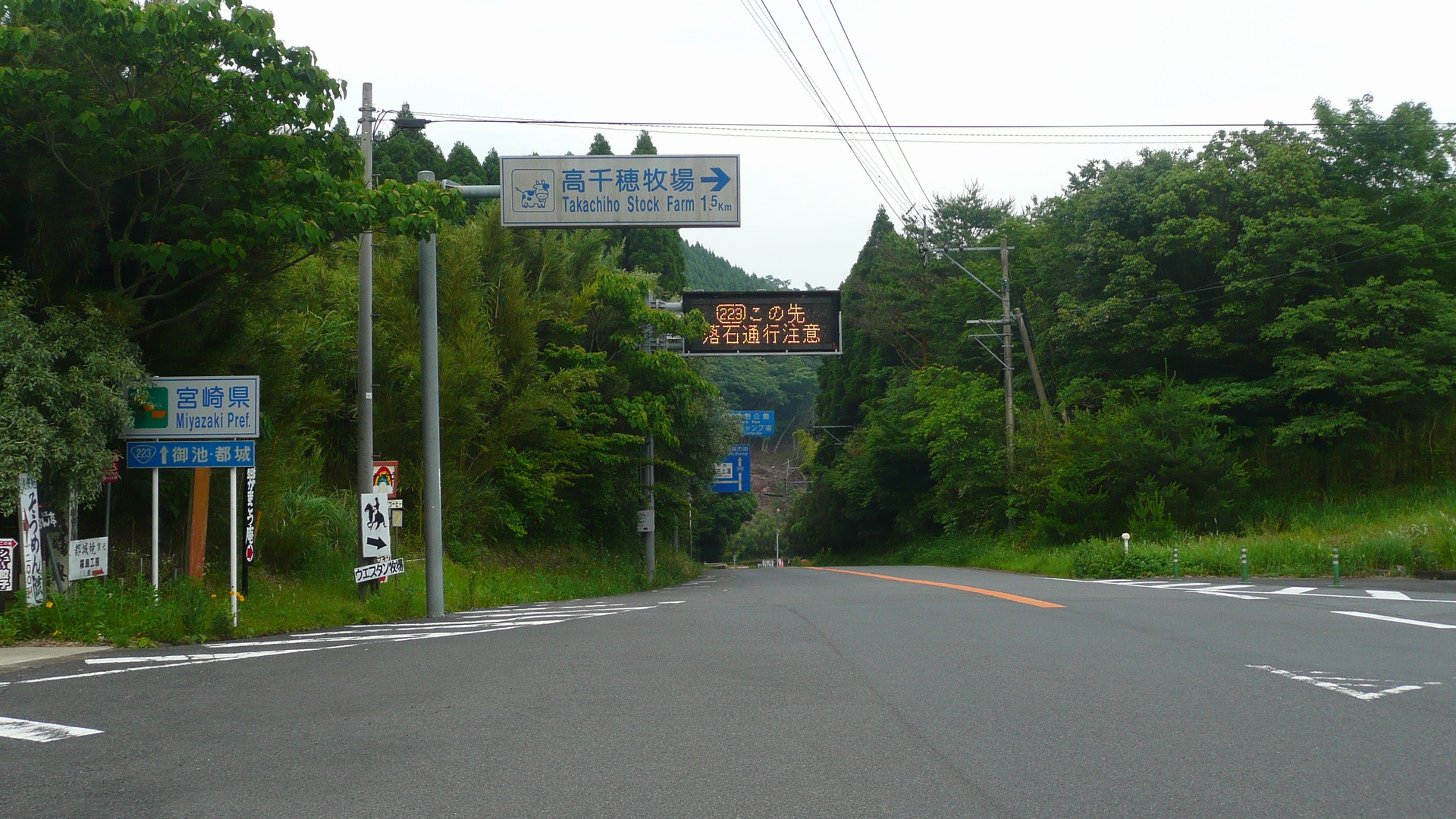
鹿児島・宮崎県境（宮崎県側）

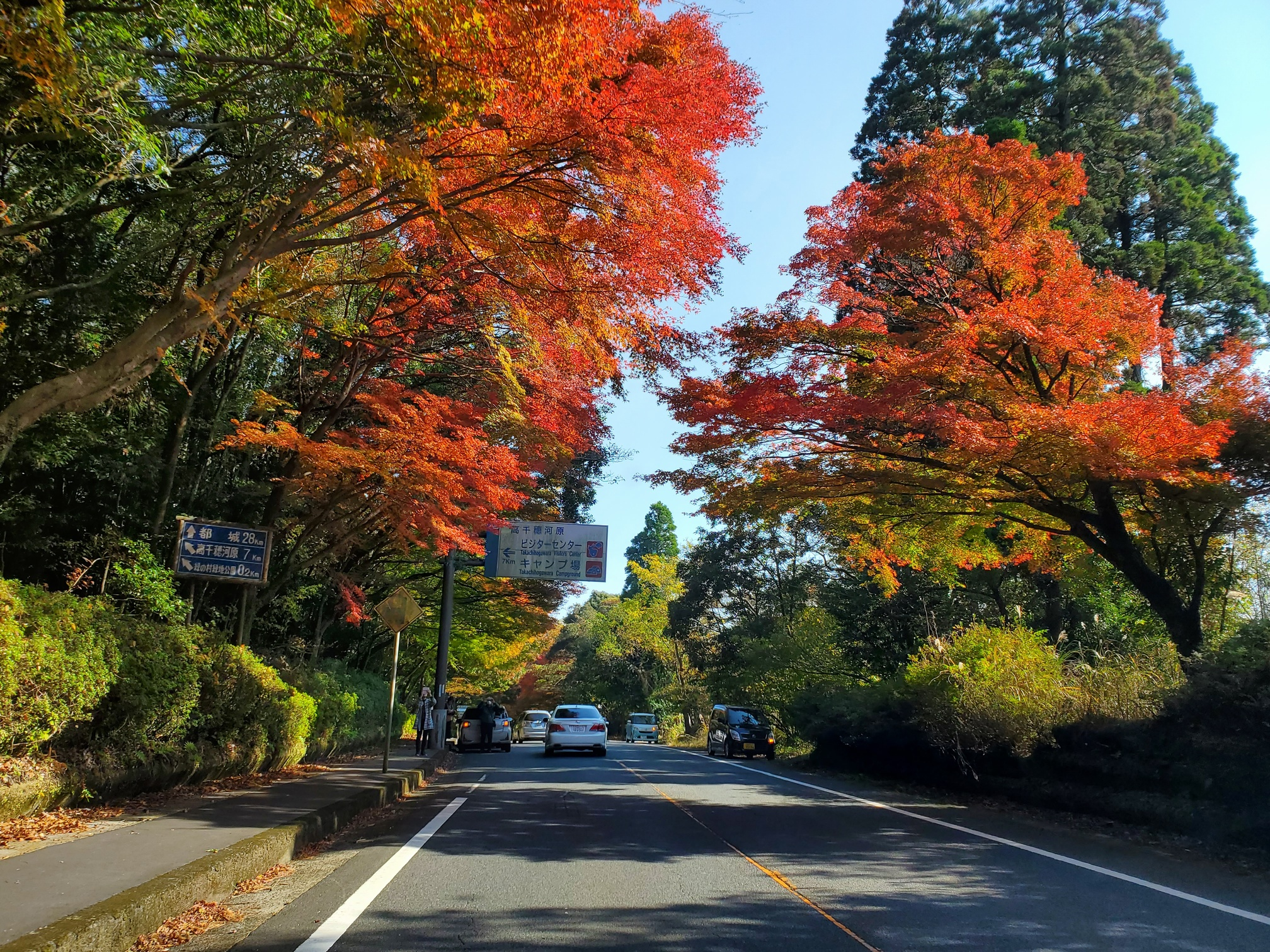
鹿児島県霧島市霧島田口、鹿児島県道480号霧島公園線との分岐付近（宮崎県方面）

国道223号（こくどう223ごう）は、宮崎県小林市から鹿児島県霧島市に至る一般国道である。

## 概要
宮崎県小林市の中心市街地を走る国道221号・国道268号交点（東上町交差点）から霧島山の東麓から南麓にかけて周回し、南下して鹿児島湾に到達して国道10号交点（国道223入口交差点）とを結ぶ、延長70.3 kmの一般国道の路線で、主な通過地は、宮崎県西諸県郡高原町、都城市、鹿児島県霧島市霧島田口・牧園町高千穂・牧園町宿窪田・隼人町西光寺である。起点から高原町の高原町二本松交差点まで国道221号と重複する。
高千穂峰の麓、霧島神宮、霧島温泉郷、妙見温泉、日当山温泉などの観光地を縫うように結ぶため、地元では観光道路と呼ばれる。霧島神宮の門前町付近を走る霧島市霧島田口の1.3 km区間は、神域霧島の観光道路として、1987年（昭和62年）8月10日に、旧建設省と「道の日」実行委員会により制定された「日本の道100選」に選定されている。鹿児島県においては、国立公園と神域という環境に配慮した、地域の道路づくりが行われている。

### 路線データ
一般国道の路線を指定する政令に基づく起終点および重要な経過地は次のとおり。
- 起点：小林市（東上町交差点 = 国道221号上、国道268号交点）
- 終点：鹿児島県姶良郡隼人町[注釈 2]（国道223入口交差点 = 国道10号交点、国道504号上、鹿児島県道58号隼人港線終点）
- 重要な経過地：宮崎県西諸県郡高原町
- 総延長 : 70.3 km（宮崎県 28.5 km、鹿児島県 41.7 km）重用延長を含む。[4][注釈 3]
- 重用延長 : 7.5 km（宮崎県 7.5 km、鹿児島県 - km）[4][注釈 3]
- 未供用延長 : なし[4][注釈 3]
- 実延長 : 62.8 km（宮崎県 21.0 km、鹿児島県 41.7 km）[4][注釈 3]
  - 現道 : 60.6 km（宮崎県 20.6 km、鹿児島県 40.0 km）[4][注釈 3]
  - 旧道 : 2.1 km（宮崎県 0.4 km、鹿児島県 1.7 km）[4][注釈 3]
  - 新道 : なし[4][注釈 3]
- 指定区間：なし[5]

## 歴史
- 1953年（昭和28年）5月18日 - 二級国道223号小林隼人線（小林市 - 鹿児島県姶良郡隼人町[注釈 2]）として指定施行[6]。
- 1965年（昭和40年）4月1日 - 道路法改正により一級・二級区分が廃止されて一般国道223号として指定施行[3]。

## 路線状況
霧島付近では、鹿児島県花でもあるミヤマキリシマや、カエデを道路の切り取り法面に配したり、沿道に植栽するなど、国立公園霧島の観光に訪れる人々を意識した環境づくりが行われている。

### 重複区間
- 国道221号（宮崎県小林市真方・東上町交差点（起点） - 西諸県郡高原町大字西麓・高原町二本松交差点）
- 国道504号（鹿児島県霧島市隼人町住吉・西光寺交差点 - 霧島市隼人町真孝・国道223入口交差点（終点））

### 道路施設

#### 橋梁
- 鹿児島県
  - 霧島大橋（霧島市）

霧島神宮の参道に隣接する渓谷に架かる橋。「かごしまの美とうるおいを創る事業」により整備されたもので、霧島神宮に伝わる神話に登場する9人の神々にちなむ九つの面と「天の逆鉾」を高欄のモチーフに使用した装飾が施されている[8]。

#### トンネル
- 鹿児島県

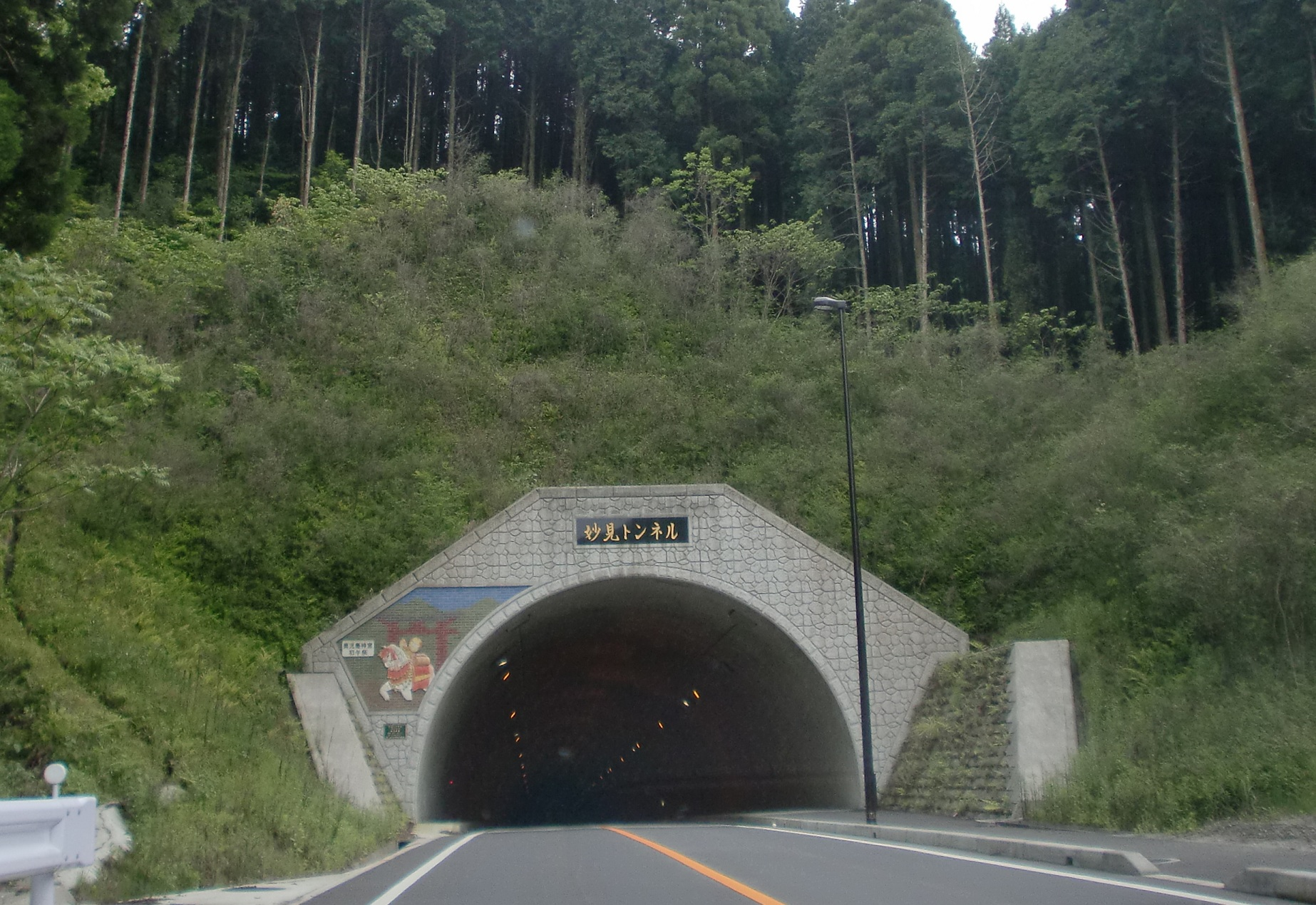
妙見トンネル

  - 妙見トンネル：延長481 m、2011年（平成23年）竣工、霧島市

#### 道の駅
- 鹿児島県
  - 霧島（霧島市）

## 地理

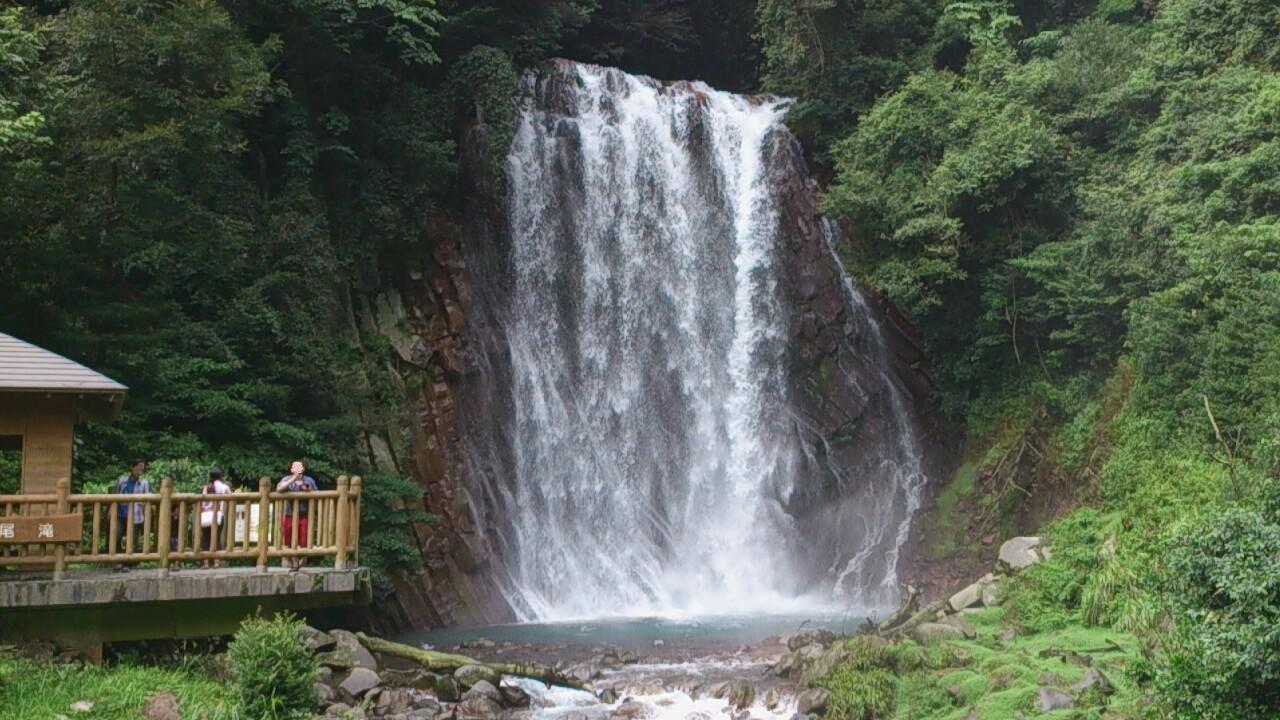
国道223号から見る丸尾の滝（丸尾滝橋開通以前）

霧島屋久国立公園にも指定された霧島周辺の沿線には霧島温泉郷など見どころが多く、高原の道路であるがアップダウンは少ない。天照大神の孫にあたるニニギノミコトを祀る神社として知られる霧島神宮より以東は、霧島連山の主峰である高千穂峰の山麓部の森の中を周遊し、霧島神宮から霧島温泉までの間は桜島も展望できる眺めの良いルートで知られる。

### 通過する自治体
- 宮崎県
  - 小林市 - 西諸県郡高原町 - 都城市
- 鹿児島県
  - 霧島市

### 交差する道路
| 交差する道路                                                              | 都道府県名 | 市町村名 | 市町村名 | 交差する場所 | 交差する場所                  |
| ------------------------------------------------------------------------- | ---------- | -------- | -------- | ------------ | ----------------------------- |
| 国道221号 重複区間起点 国道268号                                          | 宮崎県     | 小林市   | 小林市   | 真方         | 東上町交差点 / 起点           |
| 宮崎県道405号西麓小林線                                                   | 宮崎県     | 西諸県郡 | 高原町   | 大字西麓     | 高原町仲町交差点              |
| 国道221号 重複区間終点 宮崎県道29号高原野尻線                             | 宮崎県     | 西諸県郡 | 高原町   | 大字西麓     | 高原町二本松交差点            |
| 宮崎県道406号高千穂峰狭野線                                               | 宮崎県     | 西諸県郡 | 高原町   | 大字蒲牟田   | 高原町狭野交差点              |
| 宮崎県道413号祓川高崎線                                                   | 宮崎県     | 西諸県郡 | 高原町   | 大字蒲牟田   |                               |
| 宮崎県道45号御池都城線                                                    | 宮崎県     | 都城市   | 都城市   | 夏尾町       |                               |
| 宮崎県道31号都城霧島公園線                                                | 宮崎県     | 都城市   | 都城市   | 吉之元町     |                               |
| 鹿児島県道480号霧島公園線                                                 | 鹿児島県   | 霧島市   | 霧島市   | 霧島田口     |                               |
| 鹿児島県道60号国分霧島線                                                  | 鹿児島県   | 霧島市   | 霧島市   | 霧島田口     | 観光案内所前交差点            |
| 宮崎県道・鹿児島県道1号小林えびの高原牧園線                               | 鹿児島県   | 霧島市   | 霧島市   | 牧園町高千穂 | 霧島温泉丸尾交差点            |
| 鹿児島県道50号牧園薩摩線                                                  | 鹿児島県   | 霧島市   | 霧島市   | 牧園町宿窪田 |                               |
| 鹿児島県道56号隼人加治木線                                                | 鹿児島県   | 霧島市   | 霧島市   | 隼人町嘉例川 |                               |
| 鹿児島県道470号犬飼霧島神宮停車場線                                       | 鹿児島県   | 霧島市   | 霧島市   | 牧園町宿窪田 |                               |
| 鹿児島県道477号隼人溝辺線                                                 | 鹿児島県   | 霧島市   | 霧島市   | 隼人町嘉例川 |                               |
| 国道504号 重複区間起点 宮崎県道・鹿児島県道2号都城隼人線                  | 鹿児島県   | 霧島市   | 霧島市   | 隼人町住吉   | 西光寺交差点                  |
| 鹿児島県道472号日当山敷根線                                               | 鹿児島県   | 霧島市   | 霧島市   | 隼人町内     | 木之房交差点                  |
| 鹿児島県道471号北永野田小浜線                                             | 鹿児島県   | 霧島市   | 霧島市   | 隼人町見次   | 見次交差点                    |
| 国道10号 国道504号 重複区間終点 鹿児島県道58号隼人港線 E78 東九州自動車道 | 鹿児島県   | 霧島市   | 霧島市   | 隼人町真孝   | 国道223入口交差点 41 隼人東IC |

### 交差する鉄道
- 吉都線